# دوري بنين الممتاز 2017
دوري بنين الممتاز 2017 هو موسم من دوري بنين الممتاز. أشرف على تنظيمه اتحاد بنين لكرة القدم، وكان عدد الأندية المشاركة فيه 20، وفاز فيه بوفل باراكو.